# Coenagrion bifurcatum
Coenagrion bifurcatum är en trollsländeart som beskrevs av Zhu och Ou-yan 2000. Coenagrion bifurcatum ingår i släktet blå flicksländor, och familjen sommarflicksländor. Inga underarter finns listade i Catalogue of Life.